# تگوما
تگوما (به لاتین: Tguma) یک کوه در سوئیس است که در کانتون گراوبوندن واقع شده‌است. تگوما ۲٬۱۶۳ متر بالاتر از سطح دریا واقع شده‌است.